# عناكب مقطعة
العناكب المقطعة أو متوسطات الحلمة (الاسم العلمي: Mesothelae) (بالإنجليزية: segmented spiders)‏ هي رتيبة تتبع رتبة العناكب من طائفة العنكبوتيات. الاسم العلمي من الإغريقية Meso- وسط + thēlē- حلمة ويعني متوسطات الحلمة.

## فصائل
- العناكب اللامتساوية (الاسم العلمي:Liphistiidae)

## مرادف الاسم العلمي
- Liphistiomorphae